# Erhard Pesch
Erhard Pesch (* 5. Dezember 1941 in Neutitschein, Tschechoslowakei; † 2. Januar 2024) war ein Radrennfahrer aus der DDR. 

## Leben und Wirken
Der in der Tschechoslowakei geborene Pesch siedelte nach Kriegsende nach Leipzig über. Bei der BSG Rotation Leipzig-Ost begann er mit dem Radsport. Trainer Ernst Ihbe holte ihn zur SC Rotation Leipzig. Im Jahr 1962 gewann Pesch bei der DDR-Meisterschaften im Bahnradsport den Titel im 1000-m-Zeitfahren, wurde mit seinem Teamkollegen Wolfgang Tertschek Zweiter im Tandemrennen und erreichte den dritten Platz im Sprint. Im gleichen Jahr wurde Pesch zum Meister des Sports ausgezeichnet. Bis 1963 hielt er den DDR-Rekord im 1000-m-Zeitfahren mit 1:09,5 min, bevor er ihn an seinen Teamkollegen Erhard Hancke verlor.
Dreimal in seiner Karriere startete Pesch für die DDR in Länderkämpfen.
1966 beendete er seine aktive Laufbahn.